# Juegos Asiáticos de 2030
Los Juegos Asiáticos de 2030 (árabe: دورة الألعاب الآسيوية 2030, romanizado: Dawrat al-ʼAl'ab al-Asīawīah 2030), oficialmente conocidos como Asiático XXI (árabe: الـ21 من ال آسياد, romanizado: Al 21 mn-Alīsyad) y comúnmente conocido como Doha 2030, será la vigésima primera edición de los Juegos Asiáticos, un evento polideportivo panasiático que se llevará a cabo en Doha, Catar.
Doha fue elegida ciudad anfitriona en la 39.ª Asamblea General del COA el 16 de diciembre de 2020 en Mascate, Omán. Estos Juegos serán los segundos Juegos Asiáticos que se realizarán en Catar, los segundos en la Península arábiga, los primeros de dos Juegos Asiáticos consecutivos en la Península arábiga, los siguientes Juegos serán los Juegos Asiáticos de 2034 en Riad, Arabia Saudita. Doha será la cuarta ciudad en albergar los Juegos Asiáticos dos veces, ya que anteriormente fue sede de los Juegos Asiáticos de 2006 y volverá a utilizar gran parte de la infraestructura que se construyó para ese evento y la Copa Mundial de Fútbol de 2022.

## Elección
El COA votó el 16 de diciembre de 2020 en la 39.ª Asamblea General del COA en Mascate, Omán, para seleccionar la ciudad anfitriona. El 15 de diciembre de 2020, el presidente del COA, Sheikh Ahmad Al-Fahad Al-Sabah, anunció que intentaría encontrar una solución de ciudad anfitriona dual para evitar una votación para los Juegos Asiáticos de 2030, persuadiendo a una ciudad para que organice el evento en 2030 y a la otra para que organice la competencia en 2034. El 16 de diciembre de 2020, se anunció que Doha sería la sede de los Juegos de 2030 con los votos más altos y que Riad será la sede de los Juegos de 2034. Arabia Saudita había pedido al COA que detuviera la votación electrónica sobre el anfitrión de los Juegos Asiáticos de 2030 debido a «la posibilidad de fraude técnico».
| Ciudad       | País           | Ronda 1 | Resultado                                   |
| Doha         | Catar          | 27      | Doha ganadora con los Juegos Asiáticos 2030 |
| Riad         | Arabia Saudita | 10      | Riad ganadora con los Juegos Asiáticos 2034 |
| Abstenciones | Abstenciones   | 8       |                                             |